# Suzanne Frémont
 (avril 2013).
Si vous disposez d'ouvrages ou d'articles de référence ou si vous connaissez des sites web de qualité traitant du thème abordé ici, merci de compléter l'article en donnant les références utiles à sa vérifiabilité et en les liant à la section « Notes et références ».
Suzanne Frémont, née Camille Désirée Suzanne Lambert le 10 avril 1876 à Châtillon et morte le 12 mars 1962 à Bormes-les-Mimosas (Var), est une artiste-peintre et écrivaine française.

## Biographie
Au début du XXe siècle, elle travaille dans les ateliers de Maximilien Luce, d'Eugène Carrière, du graveur Pierre Georges Jeanniot et de Jules Louis Rame. Cet apprentissage auprès de quelques maîtres révèle son talent. Dès 1905, elle expose des œuvres marquées par leur influence. 
Elle expose avec succès au Salon plusieurs grands tableaux de figures, ainsi que des paysages bretons empreints d'une atmosphère poétique et sereine. Pendant cette première période, elle peint avec des harmonies de couleurs soutenues et contrastées. Elle s'attache surtout à rendre la sensation momentanée d'une lumière vibrante.
À partir de 1905, Suzanne Frémont expose régulièrement au Salon de la Société nationale des beaux-arts et, dès 1906, au Salon d'automne, dont elle devient sociétaire en 1907 (Portrait de Zuricher, Flava-Vénus, Jeune Violoniste, Esclave, La Femme Blanche, etc.)
Dans La Vie Moderne du 6 mai 1900, Lucien Charpennes écrit : « … tache vibrante et ruisselante d'air libre […] art tout de modernité impressionnée… ». Dans Gil Blas en 1905, Louis Vauxcelles écrit : « … des paysages très caractérisés, d'une énergie on dirait virile […] nul maniérisme dans ces compositions bien établies, d'une couleur chaude et d'un ferme dessin… »
Puis éclate la Première Guerre mondiale durant laquelle elle perd son fils Guy-Édouard, « mort pour la France » le 23 octobre 1917. Elle interrompt alors la peinture pour se consacrer à un service public. La paix revenue, elle part pour la Tunisie, première de ses nombreuses missions à l'étranger. Le désir de mieux connaître les populations la dirige vers l'ethnographie, et Suzanne Frémont, lauréate d'une bourse des Colonies en 1921, part six mois à Madagascar pour y fonder l'École des beaux-arts de Tananarive, dont elle devient le premier professeur. Elle illustre une livraison de juin 1931 de la revue mensuelle Les Annales coloniales, consacrée à l'enseignement des indigènes à Madagascar.
L'État lui confie des missions en Tunisie, Madagascar, Syrie, Irak, Perse, Égypte, Antilles, Guyane, etc. Elle en rapporte des paysages et des portraits, dont une série de figures de Malgaches et d'Africains.
En 1931, elle reçoit des commandes pour l'Exposition coloniale. En 1934, elle visite le Mont Sinaï et Pétra, puis la Basse et la Haute-Égypte. Elle se rend aux Antilles et en Guyane en 1935.
En France, elle pratique la peinture à l'huile en atelier, alors que ses voyages la contraignent à pratiquer la gouache, l'aquarelle ou le pastel, ces techniques nécessitant un matériel moins encombrant.
Après la Seconde Guerre mondiale, elle partage son temps entre la rue Visconti à Paris, sa demeure de Châtillon et Bormes-les-Mimosas.
Lors des Salons ou des Expositions coloniales, Suzanne Frémont reçoit de nombreuses récompenses officielles, ses œuvres sont acquises par la Ville de Paris et l'État. Elle est membre de la Société coloniale des artistes français, membre du comité de la Société d'ethnographie du Trocadéro, titulaire de la médaille du prix colonial de Madagascar (1922), de la médaille d'argent de l'Exposition coloniale de Marseille, et hors-concours à l'Exposition coloniale de Strasbourg. Elle est nommée chevalier de la Légion d'honneur.

## Collections publiques
- Paris, musée Carnavalet : dix aquarelles, dont Passage du Pont Neuf et La Passerelle de Passy
- Paris, musée du quai Branly : Les Bara, trois figures ethnographiques commandées pour l'Exposition coloniale de 1931
- Musée des beaux-arts de Marseille : Flava Vénus
- Musée Hèbre de Rochefort (Charente-Maritime)[Lequel ?] : Cimetière normand
- Nanterre, La Contemporaine : sept dessins et peinture réalisés entre 1916 et 1920[3]

## Publications
- L'Afrique inconnue, l'Aurès, 1928, texte et illustrations de Suzanne Frémont, préface d'Albert Besnard, commande de Del Piaz, pour les Circuits de la Transatlantique.
- Villes d'Orient rendues à la lumière, 1934, préface d'Albert Besnard, texte Suzanne Frémont
- « Babylone, vision d'artiste », texte et aquarelles de Suzanne Frémont, dans L'Illustration, no 4989, 13 octobre 1938

## Conférences
- sur Madagascar : Issy-les-Moulineaux, Gand-Belgique, Rouen, Marseille
- sur l'Aurès : Société de Géographie de Marseille, Société de Paléontologie Humaine, Cinémathèque de la ville de Paris
- Sur le Mont Sinaï : Société de Géographie de Marseille, Agence de l'Indochine
- Sur la Syrie : Société de Géographie de Marseille
- Sur l'Irak : Société de Géographie de Paris
- Sur l'Égypte[Où ?]
- Sur les Antilles[Où ?]
- Sur la Caraïbes : Paris, à la Sorbonne
- Sur le Lion de Babylone : Paris, au Palais du Trocadéro

## Expositions
- Paris, Galerie Grandhomme, avril 1913, « Aquarelles du Passage du Pont-Neuf et autres œuvres »
- Paris, Galerie Georges Petit, octobre 1920, « Madagascar », 61 œuvres, préface de René-Jean
- Paris, Galerie Georges Petit, décembre 1927, « L'Aurès », 70 œuvres, préface d'Henry Bérenger
- Paris, musée d'ethnographie du Trocadéro, mars 1934, « Villes d'Orient rendues à la lumière », cent œuvres, préface d'Albert_Besnard. Elle y montre aussi son Lion de Babylone
- Paris, Galerie Jean Charpentier, mai 1936, « La Guadeloupe », 68 œuvres, préface d'Henry Bérenger
- Châtillon, Maison des arts, du 19 septembre au 11 octobre 1992, « Suzanne Frémont – sa vie, son œuvre, sa maison »
- Musée arts et histoire de Bormes-les-Mimosas, du 25 juillet au 25 août 2007, « Suzanne Frémont  1876-1962 », brochure par Olivier Dufrénoy